# Macromitrium standleyi
Macromitrium standleyi är en bladmossart som beskrevs av Edwin Bunting Bartram 1928. Macromitrium standleyi ingår i släktet Macromitrium och familjen Orthotrichaceae. Inga underarter finns listade i Catalogue of Life.